# Ascotis artemis
Ascotis artemis là một loài bướm đêm trong họ Geometridae.